# Шовгр Толга
Шовгр Толга (калм. Шовhр Толhа) —  сельский населённый пункт Яшалтинском районе Калмыкии, в составе Манычского сельского муниципального образования.

## География
Посёлок расположен в 15 км к юго-востоку от посёлка Манычский на невысоком бугре, вытянутом в широтном направлении, разделяющем озеро Малое Яшалтинское и залив лимана Арал-Эмке.

## Название
Название посёлка (калм. Шовhр Толhа) можно перевести как остроконечный курган (калм. шовhр - островерхий, остроконечный; калм. толhа - курган, холм, пригорок).

## История
Дата основания не установлена. На картах из общедоступных источников посёлок Шовгр Толга впервые обозначен на карте 1984 года. Однако местность Шевгур Толга впервые обозначена ещё на карте Европейской России 1871 года.

## Население
| 2002 | 2010 |
| ---- | ---- |
| 79   | ↘66  |